# Jevgeni Gomelski
Jevgeni Jakovlevitsj Gomelski (Russisch: Евгений Яковлевич Гомельский) (Leningrad, 26 december 1938), was een basketbalcoach van het nationale damesteams van de Sovjet-Unie, Gezamenlijk team en Rusland. Hij is de jongere broer van Aleksandr Gomelski.

## Carrière
In 1958 begon Gomelski zijn carrière als speler bij  SKIF Riga. In 1962 stapte hij over naar Lokomotiv Wolgograd. In 1965 stopte hij met basketbal.
Gomelski begon zijn trainerscarrière in 1963 in Wolgograd bij Dinamo Wolgograd. In 1969 werd hij hoofdcoach van MBK Dinamo Moskou. In 1973 werd hij hoofdcoach van het vrouwenteam van ŽBK Dinamo Moskou. In 1979 keerde hij terug als hoofdcoach van MBK Dinamo Moskou. Van 1985 tot 1992 was Gomelski chefcoach van de gehele Dinamo organisatie in de Sovjet-Unie. Dat hield in dat hij naar alle steden in de Sovjet-Unie moest waar een Dinamo team speelde. Van 1992 tot 1994 was hij hoofdcoach van Elitzur Holon uit Israël en van 1994 tot 1995 nog even hoofdcoach van het damesteam van Dinamo Moskou. Van 1995 tot 1996 was hij hoofdcoach van Godella Valencia uit Spanje.
Gomelski was ook jarenlang assistent-coach onder hoofdcoach Leonid Jatsjmenjov en werd later de hoofdcoach van het nationale vrouwenbasketbal team van de Sovjet-Unie, Gezamenlijk team en Rusland. Hij haalde goud op de Olympische Spelen in 1992 en brons in 1988, twee keer zilver op de Wereldkampioenschappen in 1986 en 1998 en drie keer goud op de Europese kampioenschappen in 1987, 1989 en 1991 en brons in 1999. Op de Goodwill Games in Seattle in 1990 won hij zilver.
Samen met zijn broer Aleksandr heeft hij de Gomelsky Brothers Basketball Academy opgericht. In 2001 werd hij President van Dinamo Moskou. Deze functie vervulde hij tot 2013. In 2010 kwam hij in de FIBA Hall of Fame. Hij werd uitgeroepen tot Geëerde Coach van Rusland in 1967 en Geëerde Coach van de Sovjet-Unie in 1977. Ook kreeg hij de Medaille voor het dienen van het Moederland en de Orde van de Eer (Russische Federatie).

## Assistent coach
4 Goeba ·
5 Gerlits ·
6 Barel ·
7 Tornikidoe ·
8 Soemnikova ·
9 Jakovleva ·
10 Minch ·
11 Moeravjeva ·
12 Kapoetskaja ·
13 Koedrevatova ·
14 Koeriksja ·
15 Koeznetsova ·
Coach: Jatsjmenjov
· Assistent-coach: Gomelski
· Assistent-coach: 
4 Levtsjenko ·
5 Tuomaitė ·
6 Barel ·
7 Tornikidoe ·
8 Boerjakina ·
9 Leonova ·
10 Minch ·
11 Jakovleva ·
12 Choedasjova ·
13 Soecharnova ·
14 Zasoelskaja ·
15 Savitskaja ·
Coach: Jatsjmenjov
· Assistent-coach: Gomelski
· Assistent-coach: 
4 Jevkova ·
5 Gerlits ·
6 Barel ·
7 Soemnikova ·
8 Boerjakina ·
9 Jakovleva ·
10 Minch ·
11 Leonova ·
12 Choedasjova ·
13 Tuomaitė ·
14 Zasoelskaja ·
15 Savitskaja ·
Coach: Jatsjmenjov
· Assistent-coach: Gomelski
· Assistent-coach: 

## Hoofdcoach
4 Zaboloejeva ·
5 Koeznetsova ·
6 Barel ·
7 Tornikidoe ·
8 Soemnikova ·
9 Aleksandrova ·
10 Gerlits ·
11 Sjvajbovitsj ·
12 Choedasjova ·
13 Abroskina ·
14 Zasoelskaja ·
15 Savitskaja ·
Coach: Gomelski
· Assistent-coach: 
· Assistent-coach: 
4 Jevkova ·
5 Koeznetsova ·
6 Sjevtsjoek ·
7 Mozgovaja ·
8 Sjvajbovitsj ·
9 Tkatsjenko ·
10 Minch ·
11 Choedasjova ·
12 Soemnikova ·
13 Boenatjants ·
14 Zasoelskaja ·
15 Savitskaja ·
Coach: Gomelski
· Assistent-coach: 
· Assistent-coach: 
4 Jevkova ·
5 Koeznetsova ·
6 Sjevtsjoek ·
7 Mozgovaja ·
8 Sjvajbovitsj ·
9 Tkatsjenko ·
10 Minch ·
11 Choedasjova ·
12 Soemnikova ·
13 Boenatjants ·
14 Zasoelskaja ·
15 Barel ·
Coach: Gomelski
· Assistent-coach: 
· Assistent-coach: 
4 Zjyrko ·
5 Baranova ·
6 Sjevtsjoek ·
7 Mozgovaja ·
8 Boermistrova ·
9 Tkatsjenko ·
10 Minch ·
11 Choedasjova ·
12 Soemnikova ·
13 Boenatjants ·
14 Zasoelskaja ·
15 Zaboloejeva ·
Coach: Gomelski
· Assistent-coach: Kapranov
· Assistent-coach: 
4 Zjyrko ·
5 Baranova ·
6 Gerlits ·
7 Tornikidoe ·
8 Sjvajbovitsj ·
9 Tkatsjenko ·
10 Minch ·
11 Choedasjova ·
12 Soemnikova ·
13 Boenatjants ·
14 Zasoelskaja ·
15 Zaboloejeva ·
Coach: Gomelski
· Assistent-coach: Kapranov
· Assistent-coach: 
4 Psjikova ·
5 Nikonova ·
6 Roetkovskaja  ·
7 Marilova ·
8 Baranova ·
9 Minajeva ·
10 Choedasjova ·
11 Stepanova ·
12 Abrosimova ·
13 Skopa ·
14 Zasoelskaja ·
15 Zaboloejeva ·
Coach: Gomelski
· Assistent-coach: Kapranov
· Assistent-coach: 
4 Nikonova ·
5 Kalmykova ·
6 Roetkovskaja  ·
7 Abrosimova ·
8 Baranova ·
9 Skopa ·
10 Choedasjova ·
11 Stepanova ·
12 Soemnikova ·
13 Sjakirova ·
14 Zasoelskaja ·
15 Zaboloejeva ·
Coach: Gomelski
· Assistent-coach: Kapranov
· Assistent-coach: 
4 Nikonova ·
5 Psjikova ·
6 Roetkovskaja  ·
7 Artesjina ·
8 Abrosimova ·
9 Skopa ·
10 Choedasjova ·
11 Stepanova ·
12 Soemnikova ·
13 Sjakirova ·
14 Zasoelskaja ·
15 Archipova ·
Coach: Gomelski
· Assistent-coach: 
· Assistent-coach: 